# Ivan Vazov
Ivan Minčov Vazov (bugarski: Иван Минчов Вазов, Sopot, 27. srpnja 1850. - Sofija, 22. rujna 1921.) bugarski pjesnik, romanopisac i dramatičar, često se spominje kao "patrijarh bugarske književnosti". Rođen je u Sopotu, gradu u ružinoj dolina u Otomanskom carstvu, a današnjoj Bugarskoj. Radovi Ivana Vazova mogu se podijeliti na dvije povijesne epohe bugarsku renesansu i vrijeme nakon oslobođenja od Osmanskog Carstva.
Jedno vrijeme živio je kod ujaka u Rumunjskoj u Olteniți, gdje ga je otac poslao na školovanje za trgovca. Vazov nije pokazao interes za trgovinsku struku. Umjesto toga bio je uronjen u literaturu. Uskoro je pobjegao od svog ujaka i otišao u Brăilu, gdje je živio s bugarskim prognanim revolucionarima i susreo se s Hristom Botevim, bugarskim revolucionarom i pjesnikom.
Godine 1874., pridružio se revolucionarima u borbi za nezavisnost Bugarske od Osmanskog Carstva. Vratio se u Sopot 1875. godine, gdje je postao član lokalnog revolucionarnog komiteta. Nakon neuspjeha ustanaka 1876. godine, morao je pobjeći iz zemlje, u Rumunjsku u Galaţi gdje je većina preživjelih revolucionara bila u egzilu.
Vazov je bio pod velikim utjecajem Boteva, koji je bio ideološki vođa bugarskog revolucionarnog pokreta. Počeo je pisati svoje slavne pjesme s Botevom i nekim drugim bugarskim iseljenicima u Rumunjskoj. Godine 1876. objavio je svoj prvi rad "Praporac i gusla", nakon čega slijedi "Tuga Bugarske" 1877. godine.
Jedno vrijeme radio je u Odesi, zbog progona rusofilske političke frakcije. Po povratku u Bugarsku boravio je u Svištovu gdje je postao državni službenik. Ivan Vazov ima najviši počasni naslov Bugarske akademije znanosti akademik. Djelovao je u prosvjeti te je od 7. rujna 1897. do 30. siječnja 1899. bio ministar prosvjete.
Vazov je prijateljevao s Franom Gundrumom Oriovčaninom, čija je djela preveo na hrvatski. Knjiga Pod jarmom objavljena je u Križevcima 1898. godine.